# أدولف ألارد
أدولف ألارد هو سياسي بلجيكي، ولد في 5 فبراير 1857، وتوفي في 24 سبتمبر 1923. انتخب عضو مجلس النواب من بلجيكا.